# Marissa Nadler
Marissa Nadler (Washington D.C., 5 d'abril de 1981) és una cantant i compositora estatunidenca.
Va estudiar a la Rhode Island School of Design i va treballar de professora d'art a Nova York abans de dedicar-se a la música. La majoria de les seves cançons només utilitzen guitarra i veu, però amb efectes de reverberació. La seva obra es considera dins el subgènere de dream pop o freak folk, amb influències de Leonard Cohen, Patti Smith, Joni Mitchell i Kate Bush. El seu primer àlbum fou Ballads of living and dying (2004), al qual seguiren The sister (2012), July (2014), For My Crimes (2018) o Droneflower (2019)
.